# Disney-ABC International Television
Disney-ABC International Television est une filiale de la Walt Disney Company pour la syndication au niveau international des émissions de télévision produite par les différentes filiales de Disney. Elle a été créée en 1985 sous la coupe de Buena Vista Distribution sous le nom Buena Vista International Television (BVITV).
Depuis 2004 elle est rattachée au Disney-ABC Television Group.
Elle assure la distribution des émissions auto-produites, des productions (émissions et téléfilms) d'ABC depuis la création de la chaîne. Elle assure aussi la diffusion des films de Walt Disney Pictures, Caravan Pictures, Touchstone Pictures, Hollywood Pictures, Miramax Films et Dimension Films. Mais elle ne gère pas les productions de Walt Disney Television ou d'ESPN.
La société gère des contrats de diffusion des programmes des différentes filiales de Disney sur 1300 chaînes de 240 pays.

## Historique
Buena Vista Television a été créée en 1985 sous la coupe de Buena Vista Distribution.
Le 14 avril 2000, à la suite de la création de la société MovieCo, United Pan-Europe Communications, Buena Vista et Sony annoncent la création de la chaîne payante CineNova aux Pays-Bas dont la diffusion débutera le 8 mai.
En 2004 elle est rattachée au Disney-ABC Television Group.
Le 26 mai 2005, Buena Vista International Television et ERT signent un contrat de diffusion de programmes de Disney dont Desperate Housewives, Lost et les séries de Playhouse Disney.
Le 18 octobre 2005, BVITV  signe un contrat de diffusion avec la RAI pour des émissions issues des programmations de Disney Channel et de Jetix.
Le 11 mai 2006, BVITV signe un accord en Allemagne avec HanseNet pour de la vidéo à la demande
Le 15 février 2007, BVITV s'accocie au service de vidéo sur téléphone mobile Cinéma mobile de Bell Canada.
Le 28 mai 2007, cette filiale a été renommée Disney-ABC International Television et dissociée de la filiale pour les États-Unis nommée Disney-ABC Domestic Television.
Le 10 janvier 2008, la société canadienne Cogeco signe un accord pour de la VOD avec Walt Disney Television. Le 15 janvier 2008, Disney-ABC International Television signe un accord avec BT Vision pour offrir des épisodes de séries télé en PPV sur le câble britannique. Le 30 janvier 2008, Disney-ABC ITV accorde deux licences VOD en Corée.
Le 25 février 2008, les Disney Channels européennes ont annoncé qu'une société nommée Disney Channels Europe, filiale de Disney-ABC International Television, a été mise en place pour chapeauter leurs activités.
Le 4 avril 2008, UTV associé à Disney-ABC International Television lance une nouvelle chaîne, UTVi, syndication partielle des programmes d'ABC News.
Le 20 février 2009, Disney et la société sud-coréenne SK Telecom annonce un contrat de VOD sur téléphone mobile.
Le 13 juillet 2009, Disney-ABC-ESPN Television et NRJ 12 annonce un accord de diffusion des exclusivités de Disney Channel France sur la chaine NRJ12 à partir du 24 août 2009. NRJ 12 diffusera en exclusivité hertzienne les séries produites par Walt Disney Television et pourra rediffuser les séries existantes après diffusion sur les chaines Disney telles que telles que La Vie de palace de Zack et Cody, Les Sorciers de Waverly Place et Sonny.
Le 30 mars 2010, la Société Radio-Canada annonce que Disney va occuper une partie des locaux de son siège de Toronto à la suite d'un contrat de 4 millions de $.
Le 16 janvier 2012, Disney signe un contrat de VOD pour le marché britannique avec Lovefilm filiale d'Amazon.